# Arquivo Nacional

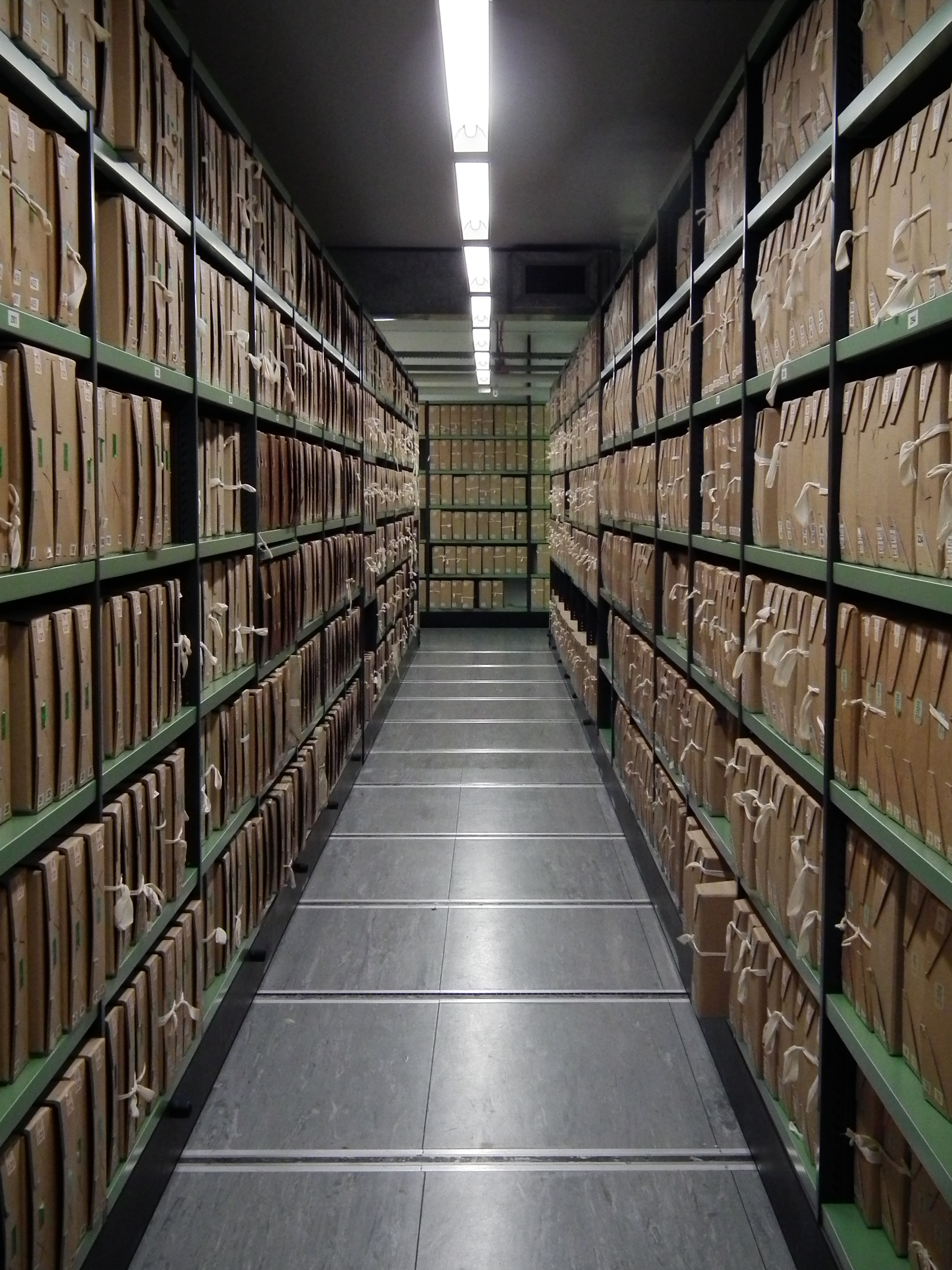
"Embora sua tarefa essencial seja servir aos interesses da esfera governamental e preservar e disponibilizar provas para a proteção de direitos dos cidadãos, um arquivo nacional tem responsabilidades muito mais abrangentes, dentre as quais se destaca seu papel como fonte de esclarecimento e aperfeiçoamento de todos os segmentos da sociedade."
James B. Rhoads.

Um Arquivo Nacional é o arquivo ligado à administração pública de um Estado-nação. O conceito de arquivo nacional evoluiu a partir da necessidade criada pela sistematização burocrática da administração do Estado e a consequente conservação dos documentos produzidos.
Desde a Idade Média até o início da Idade Moderna os documentos produzidos por instituições reais ou religiosas eram por antonomásia "bastiões de autenticidade" para questões políticas ou genealógicas. Com o advento do Iluminismo, a maneira de estudar fatos históricos pelo método científico em detrimento de uma literatura memorialista, trouxeram os arquivos ao centro do pesquisa histórica séria.
No fim do século XVIII, a guarda de documentos foi dividida. Os registros mais recentes foram incorporados aos archives courantes (arquivo corrente), enquanto que documentos antigos de importância histórico-cultural foram para a custódia dos archives historiques (arquivos históricos), formando assim o núcleo conceitual que deu origem à ideia ocidental de um "arquivo nacional".

## Alguns arquivos nacionais
- Arquivo Nacional da Alemanha
- Arquivo Histórico Nacional de Angola
- Arquivo Nacional do Brasil
- Arquivo Histórico Nacional de Cabo Verde
- Arquivo Nacional do Canadá
- Arquivo Nacional da Escócia
- Arquivos Nacionais da Austrália
- Arquivos Nacionais e Administração de Documentos
- Arquivo Histórico da Guiné-Bissau
- Arquivo Nacional dos Países Baixos
- Arquivo de Macau
- Arquivo Histórico de Moçambique
- Arquivo Nacional de Portugal
- Arquivo Nacional do Reino Unido
- Arquivo Histórico de São Tomé e Príncipe
- Arquivo Nacional de Timor-Leste